# Ли, Пейтон Элизабет
Пе́йтон Эли́забет Ли (англ. Peyton Elizabeth Lee; род. 22 мая 2004 года, Нью-Йорк, Нью-Йорк, США) — американская актриса, наиболее известна по роли Энди Мак в сериале «Энди Мак».

## Биография
Родилась 22 мая 2004 года в Нью-Йорке в семье психолога Дженнифер Дормер Ли и актёра Эндрю Тинпо Ли. Есть старшая сестра Элла Маргарет и младший брат Джулиан Эндрю. Ли имеет китайские, ирландские, английские и итальянские корни. Её отец, имеющий китайское происхождение, родился в Сент-Люсии и переехал в США в годовалом возрасте.
Когда Ли исполнилось 8 лет, она вместе с семьей переехала в Манхэттен-Бич, Калифорния.
Посещала среднюю школу в Манхэттен-Бич, Калифорния. Также обучалась в театральном училище «Playhouse West», став самым молодым студентом, когда-либо учившимся там. В 2022 году поступила в Колумбийский университет.

## Карьера
После переезда в Калифорнию Ли начала посещать занятия по актёрскому мастерству, уроки музыки и танцевальные курсы. Также снималась в рекламных роликах для Sprint, Carnival Cruise Lines, JCPenney и Petco. На телевидении дебютировала в 2015 году, снявшись в эпизоде сериала «Скандал». А в 2016 году появилаcь в роли сироты-беженца в шестом сезоне сериала «Бесстыдники».
В 2017 году на экраны вышел сериал канала Disney Channel «Энди Мак», где Ли сыграла главную роль. В 2019 году сериал был закрыт после трёх сезонов.
В 2019 году озвучила роль Рани в третьем сезоне мультсериала «Хранитель Лев», а также появилась в эпизоде сериала ABC «Стамптаун». В том же году получила главную роль в фильме «Тайное общество младших монарших особ», премьера которого состоялась 25 сентября 2020 года на стриминговом сервисе Disney+.
В январе 2021 года было объявлено, что Ли сыграет главную роль в предстоящем сериале «Доктор Дуги Камеалоха», который является перезапуском телесериала «Доктор Дуги Хаузер» 1989—1993 годов. Премьера сериала состоялась 8 сентября 2021 года на Disney+. В 2023 году сериал был закрыт после двух сезонов.
В августе 2022 года стало известно, что Ли озвучит главную роль в предстоящем американском анимационном фильме «Дикий лес». Выход мультфильма запланирован на 2026 год. 

## Фильмография
| Год       |    | Русское название                      | Оригинальное название                | Роль                          |
| --------- | -- | ------------------------------------- | ------------------------------------ | ----------------------------- |
| 2015      | с  | Скандал                               | Scandal                              | Вайолет                       |
| 2016      | с  | Бесстыжие                             | Shameless                            | девочка-солдат                |
| 2017—2019 | с  | Энди Мак                              | Andi Mack                            | Энди Мак                      |
| 2019      | мс | Хранитель Лев                         | The Lion Guard                       | Рани                          |
| 2019      | с  | Стамптаун                             | Stumptown                            | Алисса Фрэнк                  |
| 2020      | ф  | Тайное общество младших монарших особ | Secret Society of Second-Born Royals | Сэм                           |
| 2022      | мс | Робоцып                               | Robot Chicken                        | Шэрон Спиц / Гретчен Грандлер |
| 2021—2023 | с  | Доктор Дуги Камеалоха                 | Doogie Kameāloha, M.D.               | Дуги Камеалоха                |
| 2023      | ф  | Соглашение на выпускной               | Prom Pact                            | Мэнди Янг, сопродюсер         |
| 2024      | ф  | Вырезанная                            | Carved                               | Кира                          |
| 2026      | мф | Дикий лес                             | Wildwood                             | Прю Маккил                    |

## Награды и номинации
| Год  | Награда                      | Категория                                       | Работа                                | Результат |
| ---- | ---------------------------- | ----------------------------------------------- | ------------------------------------- | --------- |
| 2019 | Kids’ Choice Awards          | Любимая актриса телевидения                     | Энди Мак                              | Номинация |
| 2019 | Young Entertainer Awards     | Лучший молодой актёрский ансамбль в телесериале | Энди Мак                              | Победа    |
| 2021 | Суперпремия «Выбор критиков» | Лучшая актриса в супергеройском фильме          | Тайное общество младших монарших особ | Номинация |